# Сифака на Милн-Едуардс
Сифаката на Милн-Едуардс (Propithecus edwardsi) е вид бозайник от семейство Индриеви (Indriidae). Видът е застрашен от изчезване.

## Разпространение
Разпространен е в Мадагаскар.